# FabLab
Et fab lab eller fabLab (forkortet fra engelsk fabrication laboratory) er et skaberværksted. Det er et værksted hvor der er digitale og analoge værktøj som medlemmer kan anvende til at skabe ting.
Fablab findes over hele verden og hvert Fablab er udstyret med de samme digitale værktøj, som fx laserskærer, 3D-printere, CNC-fræser - og mikrocontrollere mm.
Fablab Foundation er den ikke-kommercielle hovedorganisation for alle Fablab rundt omkring i verden. Fablab Foundation startede i 2009 og driver blandt andet FabAcademy, som er en uddannelse i praktisk brug af værktøj i et Fablab.

## Danske Fablab
- Copenhagen Fablab - Valby, København
- FabLab i Spinderihallerne, Vejle
- Fablab Danmark
- FabLab Nordvest
- FabLab RUC - Roskilde Universitet
- FabLab TI